# Emergency (film)
Emergency è un film del 2022 diretto da Carey Williams.

## Trama
Quando un gruppo di ragazzi neri e latini pronti ad una festa trovano una ragazza bianca svenuta sul loro pavimento, preoccupati cercano di trovare una soluzione sul da farsi senza destare sospetti.

## Distribuzione
Il film è stato distribuito sulla piattaforma Amazon Prime Video a partire dal 27 maggio 2022.